# Serrat Roig (Olvan)
El Serrat Roig és una muntanya de 837 metres que es troba al municipi d'Olvan, a la comarca catalana del Berguedà.